# Benedetto Rusconi

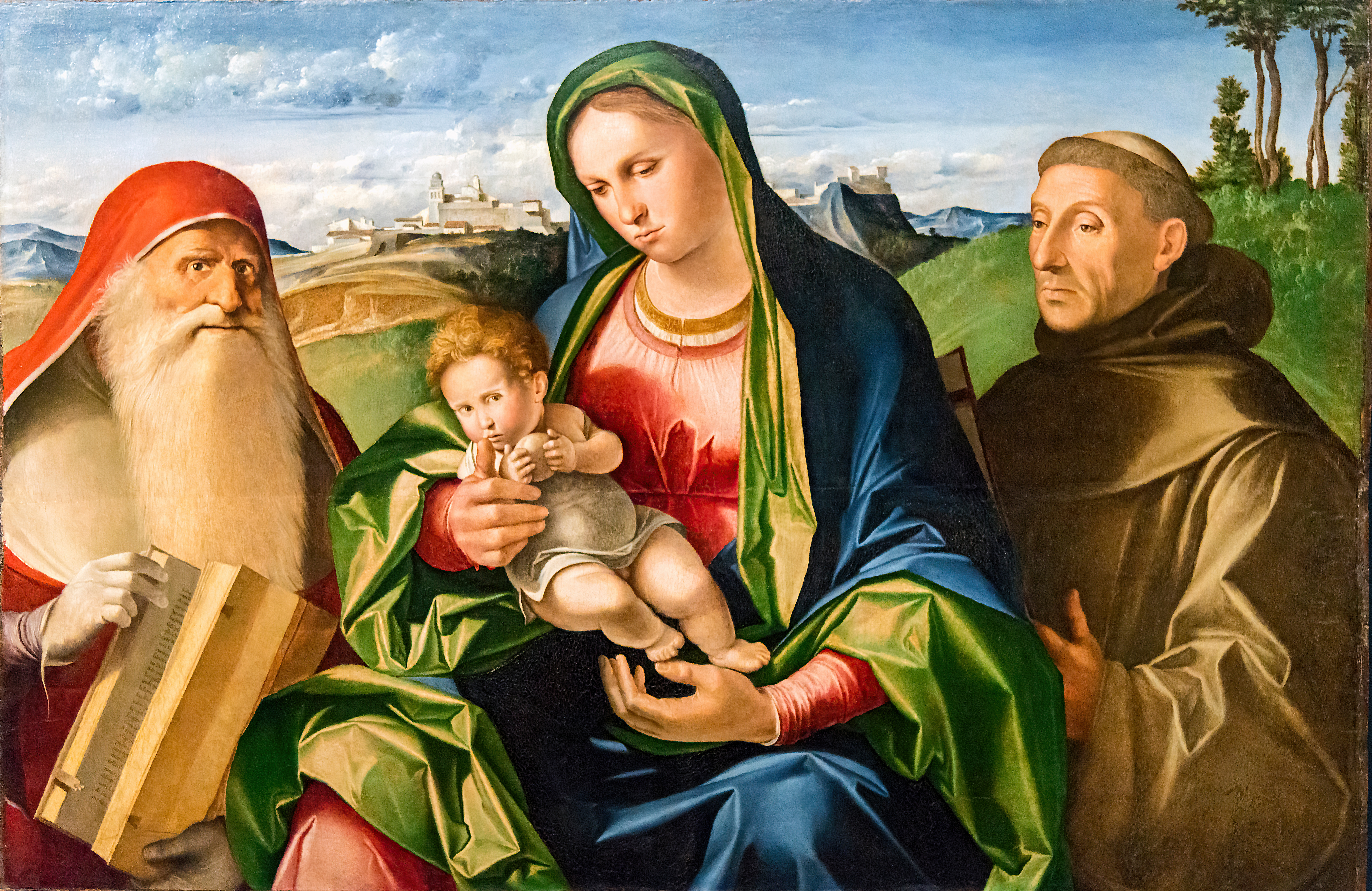
Vierge à l'Enfant avec saint Jérôme, saint FrançoisGallerie dell'Accademia de Venise

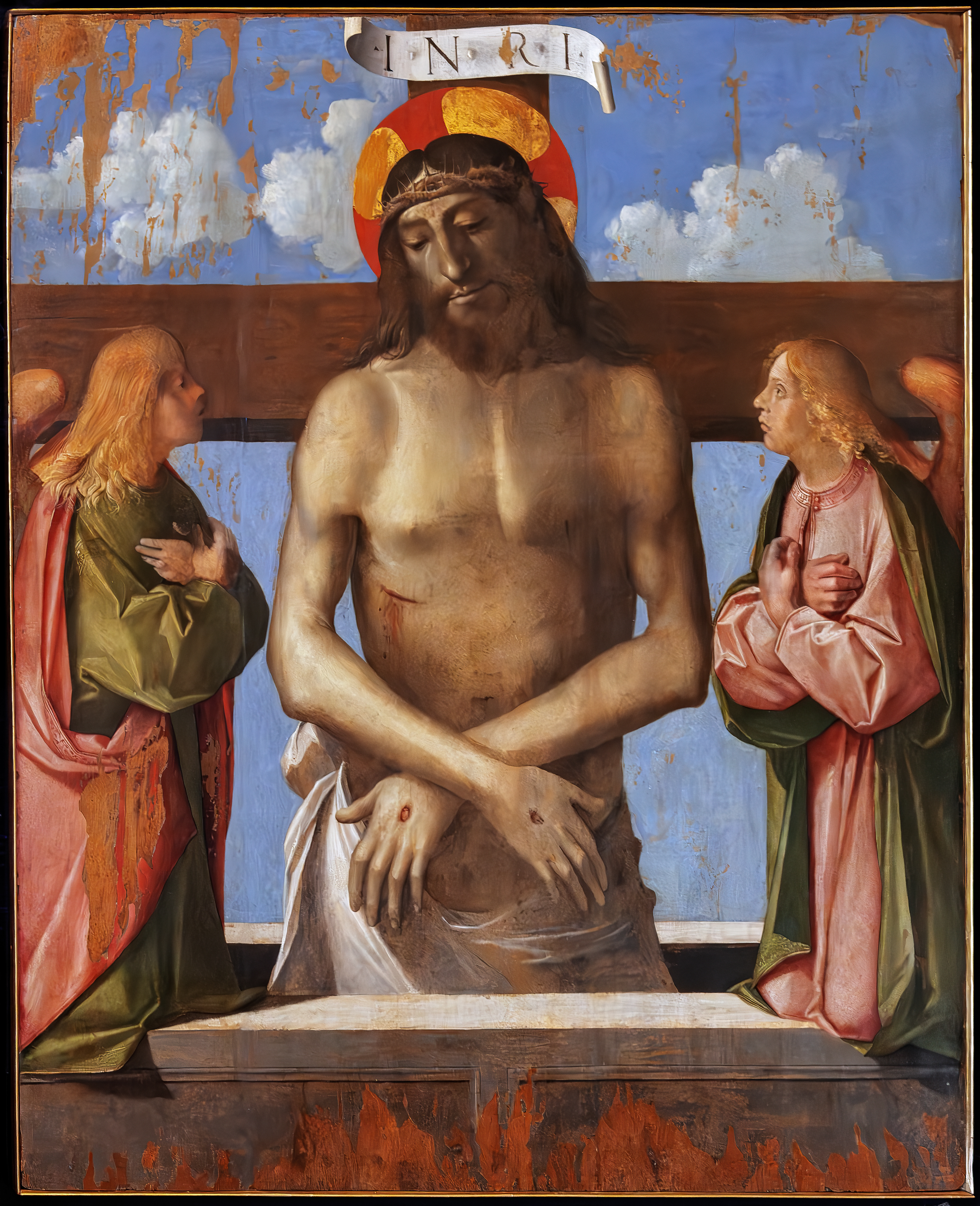
Christ de douleur
Musée Correr, Venise.

Benedetto Rusconi, connu aussi comme Benedetto Diana (Venise vers 1460 - Venise 9 février 1525), est un peintre vénitien de la Renaissance. Sa date de naissance est inconnue.

## Biographie
Benedetto Rusconi, dit « Le Diana », fut influencé à ses débuts par Antonello de Messine, il fut compagnon de Vittore Carpaccio, et de Giovanni di Niccolò Mansueti, et il a été l'assistant de Lazzaro Bastiani en particulier pour la réalisation de bannières peintes pour la Place Saint-Marc en 1505.
En 1482 il était membre de la Scuola di Santa Maria della Carità, ce qui témoigne d'une certaine reconnaissance à cette époque et il aura, en 1512, des fonctions importantes au sein de la Guilde des peintres de Venise.

## Œuvres
- Sibylle et Prophète 1480, huile sur bois, 186 × 87 cm, Galerie Palatine, Palais Pitti, Florence[2]
- Christ bénissant, v. 1500, Lower art Museum, Miami (Kress Collection)[3]
- Christ bénissant, 60 × 52 cm, Collection Ferruccio Mestrovich, Ca' Rezzonico, Venise[4]
- Vierge à l'Enfant avec saint Jérôme, v. 1504, Lower art Museum, Miami (Kress Collection)
- Miracle des reliques de la Croix[5], 1505-1510, tempera sur toile, 365 × 147 cm, Gallerie dell'Accademia de Venise
- Salvator Mundi[6], 1510-1520, huile sur panneau, 76 × 59 cm, National Gallery, Londres
- Vierge à l'Enfant avec saint Jérôme, Benoît, Marie-Madeleine et Justine, v. 1515, panneau, 200 × 230 cm, Gallerie dell'Accademia de Venise. Anciennement à Santa Lucia à Padoue
- Vierge à l'Enfant avec saint Jérôme, saint François,v. 1515, huile sur bois, Gallerie dell'Accademia de Venise.
- Vierge à l'Enfant avec Jean-Baptiste enfant, saint Pierre et saint Antoine, 1515, huile sur bois, 69 × 97 cm, Rijksmuseum, Amsterdam[7]
- Christ de douleur, première moitié du XVIe siècle, huile sur toile, Musée Correr, Venise
- Présentation, Mariage de la Vierge et Annonciation, 1520/1525, National Gallery of Art, Washington (Kress Collection)[8]
- Repos pendant la fuite en Égypte avec, en arrière-plan, saint Jérôme pénitent dans un paysage de rivière boisée, saint Antoine Abbé et la prédication de saint Jean-Baptiste, Vente Christie's, 11 juillet 2003, Londres, South Kensington[9]
- La Distribution de la manne, pour l'Église San Giovanni Evangelista de Venise
- Retable avec le Don de la Sainte Ceinture à saint Thomas, Sanctuaire Sainte-Marie-de-la-Croix à Crema

## Sources de la traduction
- (en)/(it) Cet article est partiellement ou en totalité issu des articles intitulés en anglais « Benedetto Diana » (voir la liste des auteurs) et en italien « Benedetto Rusconi » (voir la liste des auteurs).